# Brad Davis (fotbollsspelare)
Bradley Joseph "Brad" Davis, född 8 november 1981, är en amerikansk före detta fotbollsspelare.
Han var med i USA:s trupp vid fotbolls-VM 2014.